# Dana Perino
Dana Marie Perino (Evanston, 9 maggio 1972) è una politica, funzionaria e opinionista statunitense, portavoce della Casa Bianca dal 14 settembre 2007 al 20 gennaio 2009 sotto la presidenza Bush Jr. e commentatrice politica per Fox News dal 2009.

## Biografia
Nata a Evaston, nello Wyoming, in una famiglia di origini italiane (due suoi bisnonni erano piemontesi), e cresciuta a Denver, Colorado, Dana Perino ha frequentato la Ponderosa High School di Parker, un sobborgo a sud-est di Denver,  e si è laureata nel 1993 con baccalaureati in comunicazione di massa, scienze politiche e spagnolo alla Colorado State University Pueblo. In seguito ha conseguito un master in relazioni sugli affari pubblici presso l'Università dell'Illinois Springfield (UIS). Nello stesso tempo ha anche lavorato per WCIA, un'affiliata della CBS, come giornalista incaricata di coprire quotidianamente il Campidoglio dell'Illinois.
Successivamente la Perino ha cominciato a lavorare a Washington come assistente dei rappresentanti repubblicani Scott McInnis e Dan Schaefer. Nel 1998, in seguito alla decisione di Schaefer di abbandonare la politica, la Perino si è trasferita nel Regno Unito insieme al marito Peter McMahon. Dopo un anno, i due sono tornati negli Stati Uniti.

### Alla Casa Bianca
Nel 2001 la Perino ha assunto l'incarico di portavoce del Dipartimento di Giustizia degli Stati Uniti, occupando quel ruolo per due anni. Quindi, due mesi dopo gli attacchi dell'11 settembre, è entrata a far parte dello staff della Casa Bianca come direttore associato delle comunicazioni per il Consiglio della Casa Bianca sulla qualità ambientale (CEQ). 

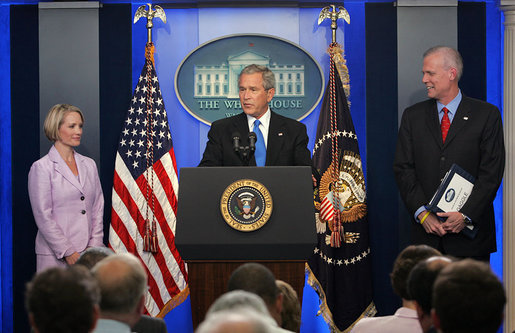
Dana Perino, George W. Bush e Tony Snow

Nel 2005 il portavoce della Casa Bianca Scott McClellan l'ha voluta come sua vice e la Perino continuerà a mantenere l'incarico anche dopo le dimissioni di McClellan. Da marzo ad aprile 2007, ha sostituito il portavoce Tony Snow, sottoposto a trattamenti oncologici. Nell'agosto dello stesso anno Snow è stato costretto a dimettersi per l'aggravarsi della malattia (è morto a luglio dell'anno seguente) e la Perino ha preso definitivamente il suo posto.

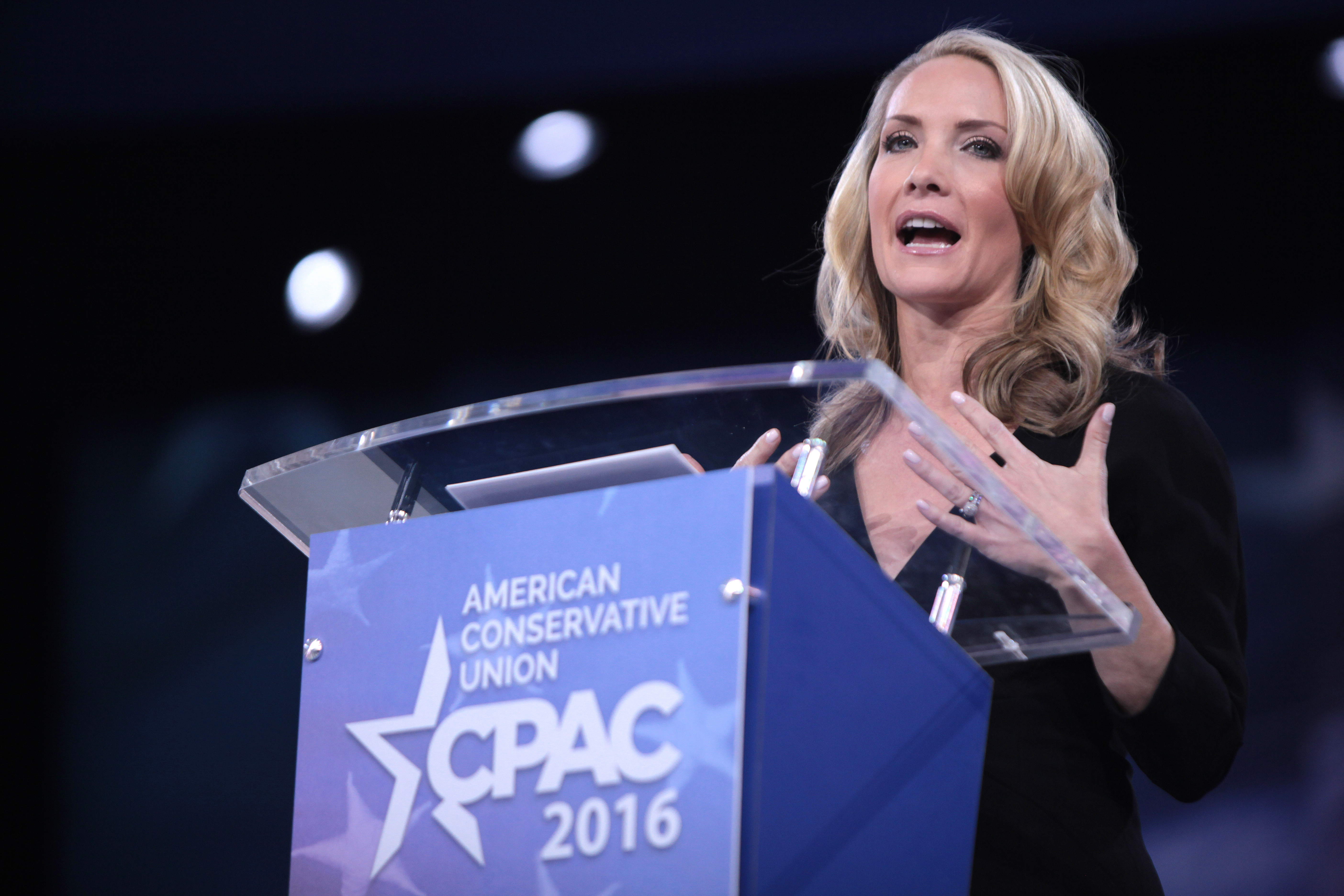
Dana Perino parla alla Conferenza sull'azione politica conservatrice del 2016 a Washington, DC

Il 14 dicembre 2008, un giornalista televisivo, Muntadhar al-Zaidi, ha lanciato due scarpe contro Bush durante una conferenza stampa a Baghdad. Bush è riuscito a schivarle entrambe ma, durante il trambusto avvenuto durante l'arresto di al-Zaidi, un occhio della Perino è stato ferito da un'asta del microfono.

### In televisione
Dopo la fine dell'amministrazione Bush nel gennaio 2009, Dana Perino è diventata una commentatrice politica per Fox News, co-conduttrice del talk show The Five. Nel novembre 2009, è stata nominata dal presidente Barack Obama a far parte del Broadcasting Board of Governors, un'agenzia che sovrintende alle trasmissioni internazionali sponsorizzate dal governo. Nel 2010, ha iniziato a insegnare part-time in un corso di comunicazione politica presso la Graduate School of Political Management della George Washington University, nel marzo 2011 è diventata per un certo periodo direttore editoriale di Crown Publishing Group, una divisione di Random House.
Nella sua attività di commentatrice, nel 2015 ha destato numerose polemiche quando ha dichiarato che gli scienziati climatologi avevano "fabbricato" i dati sulle temperature e che la climatologia era "una scienza fraudolenta".
Il 2 ottobre 2017 ha iniziato a ospitare Il Daily Briefing con Dana Perino su Fox News.

## Vita privata
Perino ha incontrato il suo futuro marito, Peter McMahon, di origine inglese, nell'agosto 1997. Si sono sposati nel 1998. Nel maggio 2012, Perino è apparsa in Jeopardy! durante la sua settimana "Power Players", affrontando Kareem Abdul-Jabbar e David Faber della CNBC. Abita a Bay Head, nel New Jersey.